# Occupazione della Renania
L'occupazione della Renania dal 1º dicembre 1918 al 30 giugno 1930 fu una conseguenza del crollo dell'esercito imperiale tedesco nel 1918, dopo che il Governo provvisorio della Germania venne obbligato ad accettare i termini dell'armistizio del 1918. 
L'armistizio includeva l'accettazione che le truppe delle potenze vittoriose occupassero la riva sinistra del Reno e quattro "teste di ponte della riva destra" con un raggio di 30 chilometri (19 mi) intorno a Colonia, Coblenza e Magonza e un raggio di 10 chilometri (6,2 mi) intorno a Kehl. Inoltre, la riva sinistra del Reno e una striscia larga 50 chilometri (31 mi) a est del Reno vennero dichiarate zona demilitarizzata. Il trattato di Versailles ripeté queste disposizioni, ma limitò la presenza delle truppe straniere a quindici anni dopo la firma del trattato (fino al 1934).
L'amministrazione della Renania occupata era sotto la giurisdizione dell'Alta commissione inter-alleata della Renania con la sua sede presso il Presidium Superiore della provincia del Reno a Coblenza. Lo scopo dell'occupazione era da un lato fornire alla Francia sicurezza contro un nuovo attacco tedesco e, dall'altro, servire come garanzia per le obbligazioni di riparazione. Dopo che ciò venne apparentemente ottenuto con il Piano Young, l'occupazione della Renania terminò prematuramente il 30 giugno 1930.

## Periodi
- Armistizio di Compiégne (11 novembre 1918 – 13 dicembre 1918)
- Primo prolungamento dell'armistizio (13 dicembre 1918 – 16 gennaio 1919)
- Secondo prolungamento dell'armistizio (16 gennaio 1919 – 16 febbraio 1919)
- Terzo prolungamento dell'armistizio (16 febbraio 1919 – 10 gennaio 1920)
- 28 giugno 1919: Firma del trattato di Versailles e dell'accordo della Renania
- 10 gennaio 1920: Entrata in vigore del trattato di Versailles e dell'accordo della Renania; fondazione dell'Alta commissione inter-alleata della Renania
- 1926: Ritirata dalla zona settentrionale intorno Colonia
- 1929: Ritirata dalla zona centrale intorno Coblenza
- 1930: Ritirata dalla zona meridionale intorno Magonza, che si conclude con la fine dell'occupazione
- 1936: Rimilitarizzazione della Renania

## Forze di occupazione

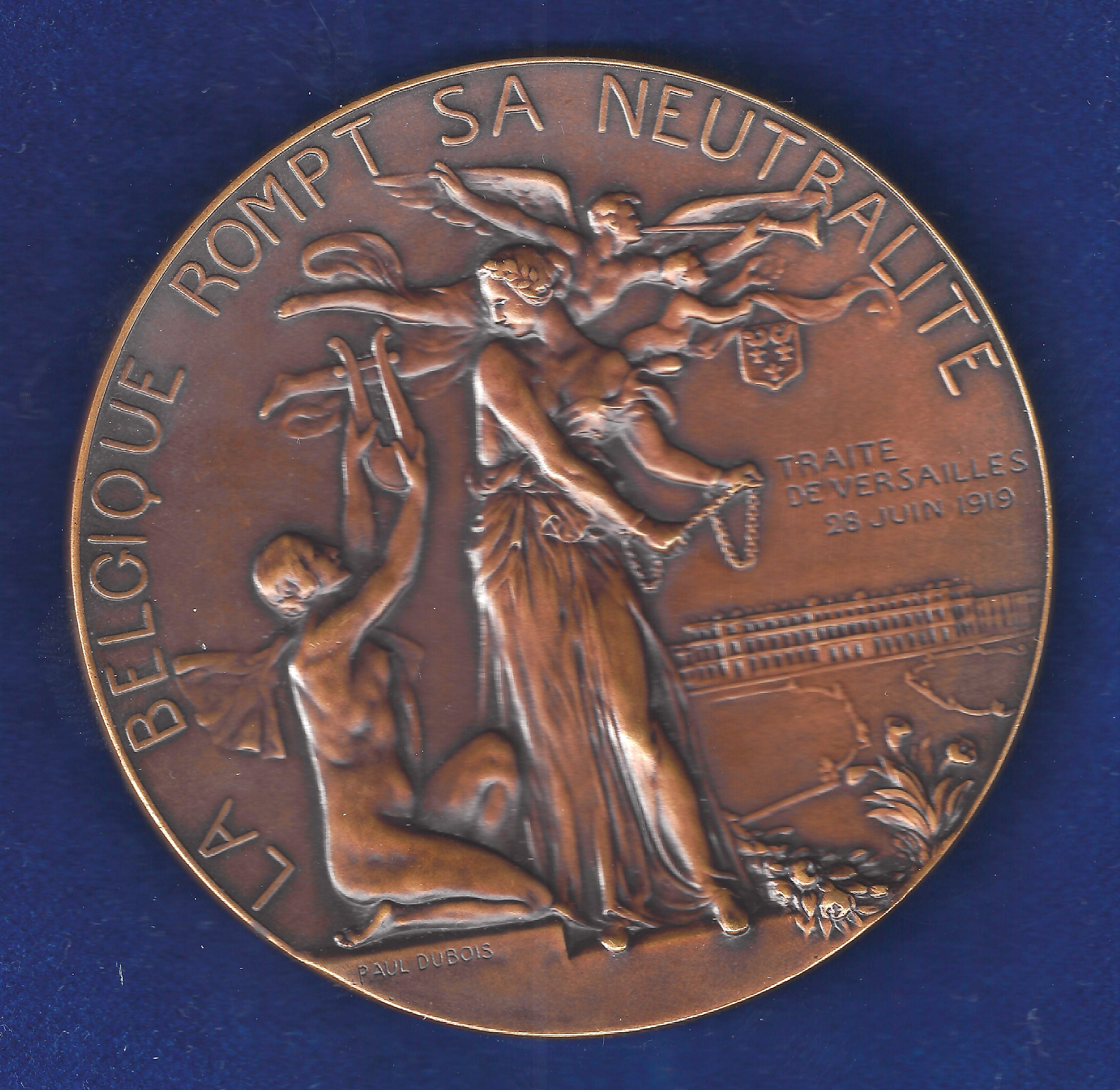
Belgio, 1919: Medaglia di Dubois sull'occupazione della Germania dopo la pace di Versailles, parte frontale

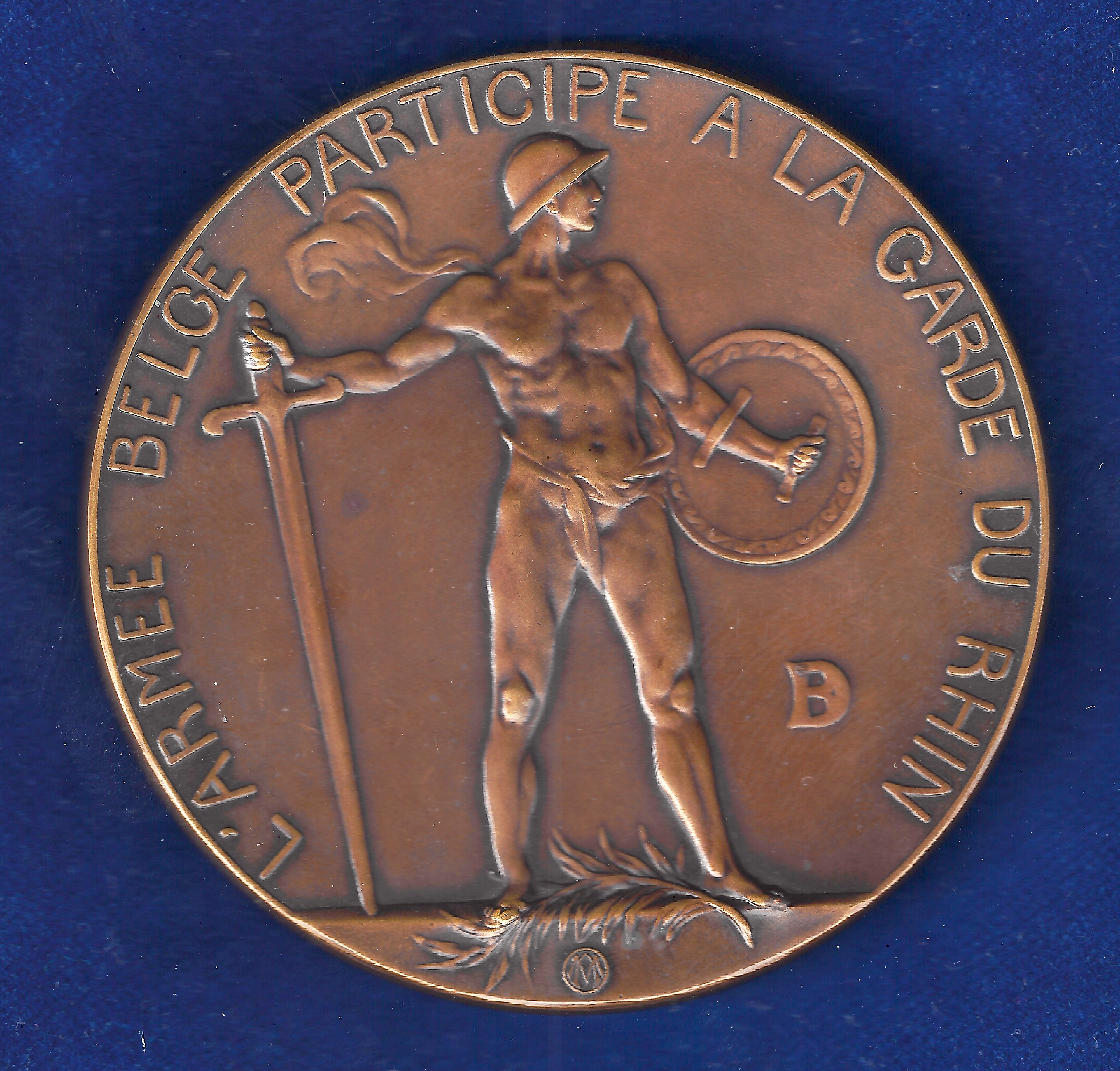
La parte posteriore della medaglia, che mostra un soldato belga che guarda ad est

### Forze americane (1918–1923)
Gli Stati Uniti occuparono l'area centrale della Renania lungo il fiume della Mosella e la testa di ponte di Coblenza. Il generale John J. Pershing, comandante dell'American Expeditionary Forces (A. E. F.), creò la 3ª Armata americana per questo scopo, dando il comando al maggior generale Joseph T. Dickman. All'inizio del 1919, la 3ª Armata comprendeva circa 250 000 uomini. Gli americani aprirono il loro quartier generale in un edificio governativo prussiano sul Reno a Coblenza. In quei giorni, la bandiera a stelle e strisce sorvolò la fortezza di Ehrenbreitstein. Nel luglio del 1919, la 3ª Armata venne sciolta e sostituita dalle American Forces in Germany (AFG) sotto il comando del maggior generale Henry Tureman Allen. Dopo una costante ritirata delle truppe, alla fine del 1919 l'AFG comprendeva circa 20 000 uomini in un territorio ridotto. Rispetto alla zona di occupazione francese, gli americani andavano molto d'accordo con la popolazione tedesca, intraprendendo anche una serie di relazioni amorose. Il generale Allen prese persino parte al salvataggio della fortezza di Ehrenbreitstein dalla distruzione da parte delle forze alleate nel 1922. Dopo più di quattro anni di occupazione, l'amministrazione Harding decise di riportare le truppe a casa. Infine, gli ultimi americani lasciarono il loro quartier generale a Coblenza nel gennaio del 1923. La zona di occupazione americana venne di conseguenza ceduta ai francesi, che da quel momento controllarono la maggior parte della Renania occupata.

### Forze belghe

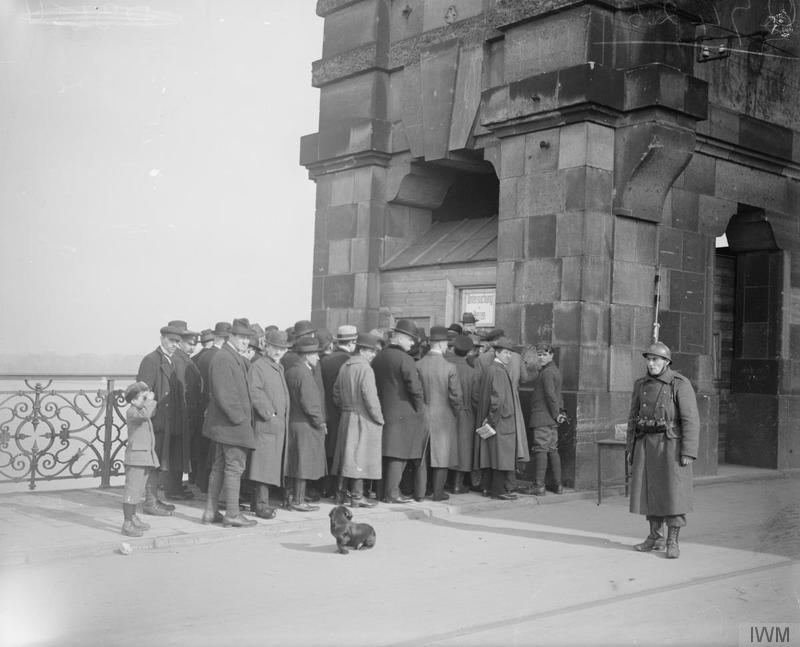
I civili tedeschi in attesa di essere perquisiti dai soldati belgi prima di poter attraversare il ponte Ober-Kassel-Düsseldorf.

La forza belga consisteva di 20 000 soldati (cinque divisioni) con il suo quartier generale ad Aquisgrana e con le sue truppe di stanza a Krefeld. Erano comandati da Armand Huyghé.

### British Army of the Rhine
Il British Army entrò in territorio tedesco il 3 dicembre 1918. La British Army of the Rhine venne istituita come forza di occupazione nel marzo del 1919. Situata a Colonia, pubblicava The Cologne Post.

### Armée du Rhin

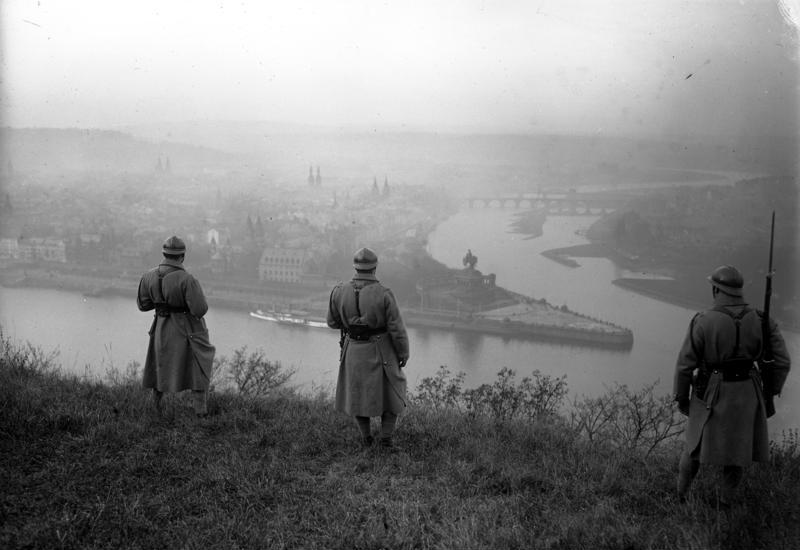
Truppe francesi ad Ehrenbreitstein

L'8ª e la 10ª Armata francesi costituirono originariamente le forze francesi coinvolte nell'occupazione. L'8ª armata era comandata dal generale Augustin Gérard e occupò il Palatinato. La 10ª Armata era comandata dal generale Charles Mangin ed era responsabile per il resto della zona francese dal suo quartier generale a Magonza. Il 21 ottobre 1919, vennero fuse per formare l'Armata francese del Reno.
Nel 1919, anche la Brigata "Alpi" italiana venne utilizzata dai francesi in compiti di occupazione nell'estremo sud della zona. La Francia stanziò inoltre tra i 25 000 e i 40 000 soldati coloniali francesi in Renania. Alcune donne tedesche sposarono soldati africani delle forze occupanti, mentre altre ebbero figli da loro fuori dal matrimonio (da qui l'etichetta denigratoria "Bastardi della Renania") e vennero considerate dai tedeschi di destra una disgrazia pubblica. Il generale Henry Tureman Allen riferì al Segretario di Stato degli Stati Uniti Bainbridge Colby che dall'inizio dell'occupazione fino al giugno 1920 ci furono 66 casi di accuse formali contro i soldati coloniali di colore, di cui 28 condanne, e ammise che c'erano molti altri casi non denunciati. Nonostante questi casi occasionali, "le atrocità su vasta scala da parte dei soldati coloniali negri francesi denunciate dalla stampa tedesca, come i presunti rapimenti, seguiti dagli stupri, dalle mutilazioni, dagli omicidi e dall'occultamento dei corpi delle vittime, sono false e intese come propaganda politica".

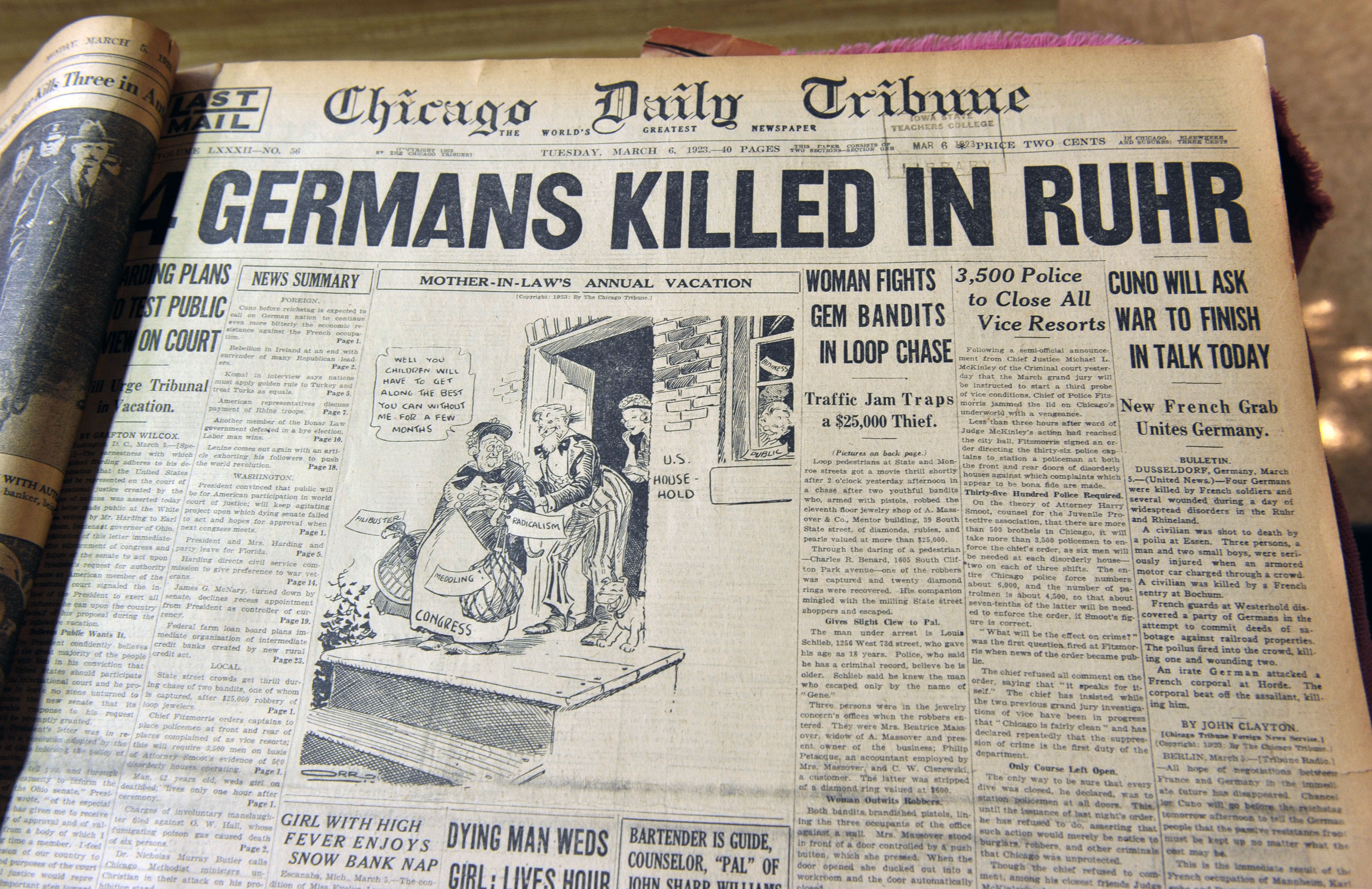
L'edizione del Chicago Daily Tribune del 6 marzo 1923, che delineava l'uccisione dei civili tedeschi da parte dei soldati francesi durante l'occupazione della Ruhr.

L'occupazione francese di Francoforte avvenne dal 6 aprile al 17 maggio 1920. Il secondo giorno nove civili vennero fucilati da truppe marocchine in un incidente fuori dall'Hauptwache. Questo incidente venne usato per lanciare una campagna razzista contro l'uso francese delle truppe coloniali, collegando l'incidente alle accuse di assalti diffusi da parte di soldati neri nell'esercito di occupazione francese contro donne locali comprese le accuse di stupro sistemico ed altre atrocità contro la popolazione civile tedesca attribuite principalmente ai tirailleur senegalesi. Gli eventi portarono ad una diffusa campagna della stampa di destra tedesca, che li soprannominò "la Vergogna Nera" (Die schwarze Schande o Die schwarze Schmach) e li descrisse come una forma di umiliazione francese della nazione tedesca.

Nel 1923, in risposta al mancato pagamento da parte della Germania dei risarcimenti ai sensi del trattato di Versailles, Francia e Belgio occuparono la zona industriale della Ruhr in Germania, la maggior parte della quale si trovava sul fiume sulla riva orientale del Reno fino al 1925. In alcuni casi si registrò l'uccisione di manifestanti tedeschi durante le proteste di disobbedienza civile, per esempio contro il congedo degli ufficiali tedeschi.

### Forze di spedizione siamesi
Anche le forze di spedizione siamesi parteciparono all'occupazione fino al 1919 con le loro truppe di stanza a Neustadt an der Weinstraße, situata nella zona francese.